# Hylaeus scrobicauda
Hylaeus scrobicauda là một loài Hymenoptera trong họ Colletidae. Loài này được Vachal mô tả khoa học năm 1901.